# Chiesa di San Cesello
La chiesa di San Cesello è una chiesa di Cagliari situata in via San Giovanni, nel quartiere Villanova.
La piccola chiesa venne eretta nel 1702 per essere sede del gremio dei bottai, fino ad allora ospitato nella chiesa di Sant'Antonio. La chiesa sorse vicina alla porta Cabaňa o Cavagna (dal nome di un tipo di cesta usata dai contadini) che collegava Villanova alle vicine campagne, luogo identificato dalla tradizione popolare come il sito in cui vennero martirizzati nel IV secolo il soldato Lussorio insieme a due bambini di nome Cesello e Camerino, in seguito tutti e tre canonizzati. La chiesa dei bottai venne però dedicata al solo Cesello, per motivi che non si conoscono. Dal 1951 il tempio è affidato alla congregazione delle suore sacramentine (adoratrici perpetue del Santissimo Sacramento), che vivono la clausura nel piccolo edificio adiacente alla chiesa.
L'aspetto della chiesa di San Cesello è quello di una chiesa campestre, con facciata a terminale piatto sormontata da un campanile a vela, portale con arco ogivale e un piccolo oculo.
L'interno è ugualmente semplice, a pianta rettangolare, navata unica e volta a botte. Il presbiterio, sopraelevato, è dominato da un ricco altare ligneo settecentesco in stile barocco. La tela ospitata nella parte destra dell'altare è particolarmente interessante perché vi è rappresentata la porta Cavagna, demolita nel XIX secolo, così come doveva presentarsi nel XVIII secolo.
Nel 2022, a seguito del trasferimento delle monache sacramentine verso nuove destinazioni, l'Arcivescovo di Cagliari mons. Giuseppe Baturi, in data 25 dicembre, tenuto conto del can. 1215 del Codice di diritto canonico, ha eretto la chiesa in rettoria, nominando Rettore don Matteo Vinti, a norma dei canoni 556-563 del Codice di diritto canonico.